# Ronde van Duitsland 1951
De Deutschland Rundfahrt 1951 was de 13e editie van de Ronde van Duitsland. De koers werd verreden van 21 tot 4 augustus 1951. Titelverdediger was de Belg Roger Gyselinck. Dit jaar won de Italiaan Guido De Santi, door zijn zege in de individuele tijdrit. De Belg Edward Peeters won het bergklassement. Voor het eerst in de historie stond er geen Duitser op het eindpodium.

## Parcours en deelnemers
Net als vorige editie was de start en finish in Hannover. De totale afstand bedroeg 3.155 kilometer. In het parcours waren voor het eerst twee individuele tijdritten opgenomen. Hier legde de Italiaan De Santi de basis voor zijn eindzege. Aan de start stonden 54 coureurs, waarvan 33 starters de finish haalde. De gemiddelde snelheid van eindwinnaar De Santi was 33,854 km/h.

## Etappeschema
| Etappe         | Datum      | Start – Finish                 | Km       | Etappewinnaar           | Klassementsleider |
| -------------- | ---------- | ------------------------------ | -------- | ----------------------- | ----------------- |
| 1e etappe      | 21 juli    | Hannover – Bielefeld           | 212      | Edward Peeters          | Edward Peeters    |
| 2e etappe      | 22 juli    | Bielefeld – Essen              | 223      | Hermann Schild          | Hermann Schild    |
| 3e etappe      | juli       | Essen – Bonn                   | 259,4    | Raymond Impanis         | Hermann Schild    |
| 4e etappe      | juli       | Bonn – Mannheim                | 264      | Edward Peeters          | Hermann Schild    |
| 5e etappe      | juli       | Mannheim – Karlsruhe           | 215,3    | Karl Weimer             | Hermann Schild    |
| 6e etappe      | juli       | Karlsruhe – Waldshut           | 238,2    | Hubert Schwarzenberg    | Raymond Impanis   |
| 7e etappe      | juli       | Waldshut – Ravensburg          | 250      | Günther Pankoke         | Raymond Impanis   |
| 8e etappe      | juli       | Ravensburg – Augsburg          | 237,2    | Giovanni Corrieri       | Raymond Impanis   |
| 9e etappe      | juli       | Augsburg – Bad Reichenhall     | 206      | Heinz Müller            | Raymond Impanis   |
| 10e etappe (a) |            | Bad Reichenhall – Obersalzberg | 65 (ITT) | Guido De Santi          | Guido De Santi    |
| 10e etappe (b) |            | Bad Reichenhall – Rosenheim    | 85       | Sepp Berger             | Guido De Santi    |
| 11e etappe     |            | Rosenheim – Nürnberg           | 206,6    | Edward Peeters          | Guido De Santi    |
| 12e etappe     |            | Nürnberg – Fulda               | 230,3    | Heinrich Schultenjohann | Guido De Santi    |
| 13e etappe (a) | augustus   | Fulda – Kassel                 | 136,2    | Peter Schulte           | Guido De Santi    |
| 13e etappe (b) | augustus   | Kassel – Göttingen             | 64 (ITT) | Fritz Schär             | Guido De Santi    |
| 14e etappe     | 4 augustus | Göttingen – Hannover           | 203,1    | Ludwig Hörmann          | Guido De Santi    |

## Eindklassement
|   | Renner           | Tijd        |
| - | ---------------- | ----------- |
| 1 | Guido De Santi   | 93h 12' 16" |
| 2 | Fritz Schär      | + 3' 03"    |
| 3 | Raymond Impanies | + 6' 10"    |

## Bergklassement
|   | Renner         | Punten    |
| - | -------------- | --------- |
| 1 | Edward Peeters | 15 punten |